# Begonia jocelinoi
Begonia jocelinoi là một loài thực vật có hoa trong họ Thu hải đường. Loài này được Brade mô tả khoa học đầu tiên năm 1954.

## Hình ảnh

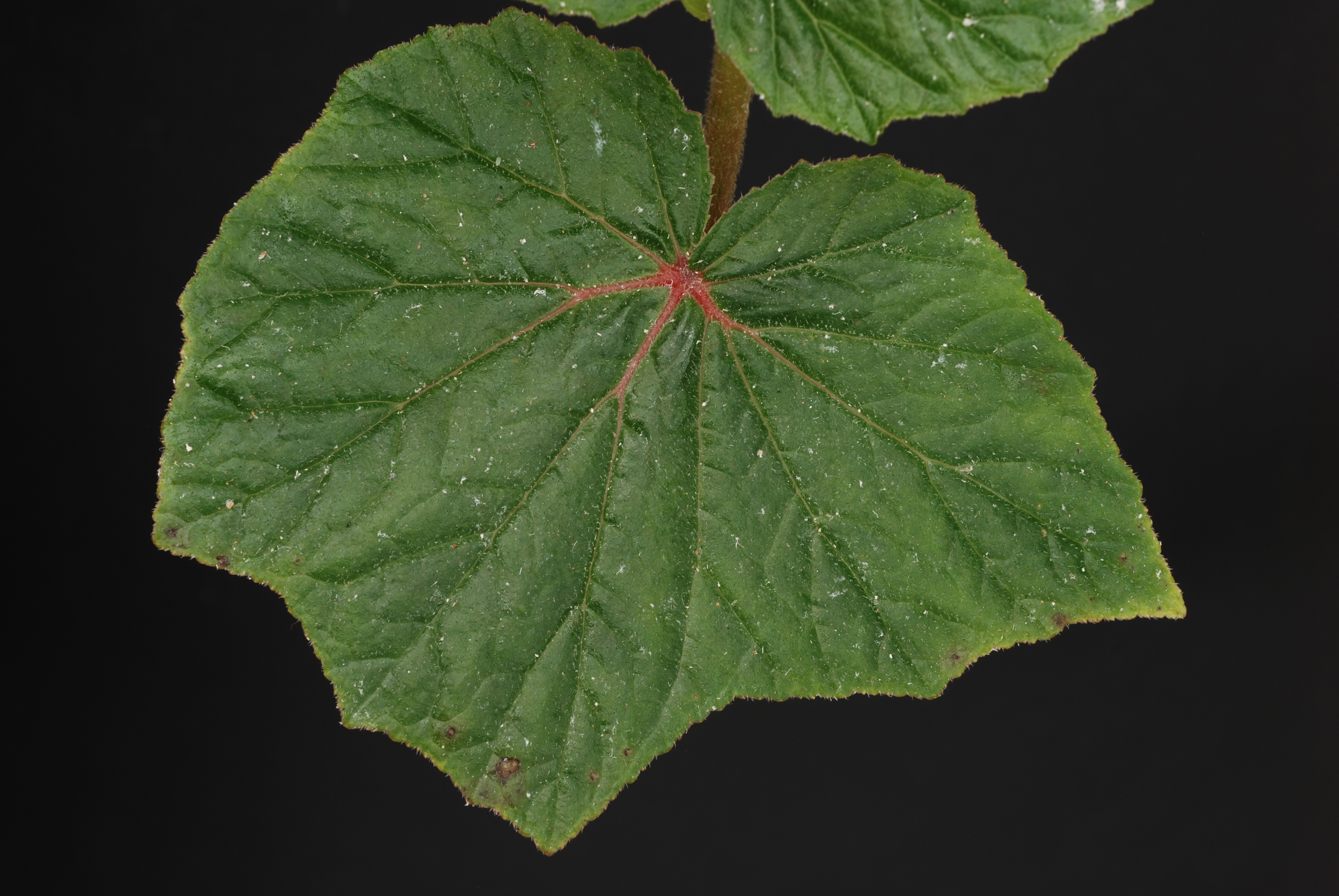
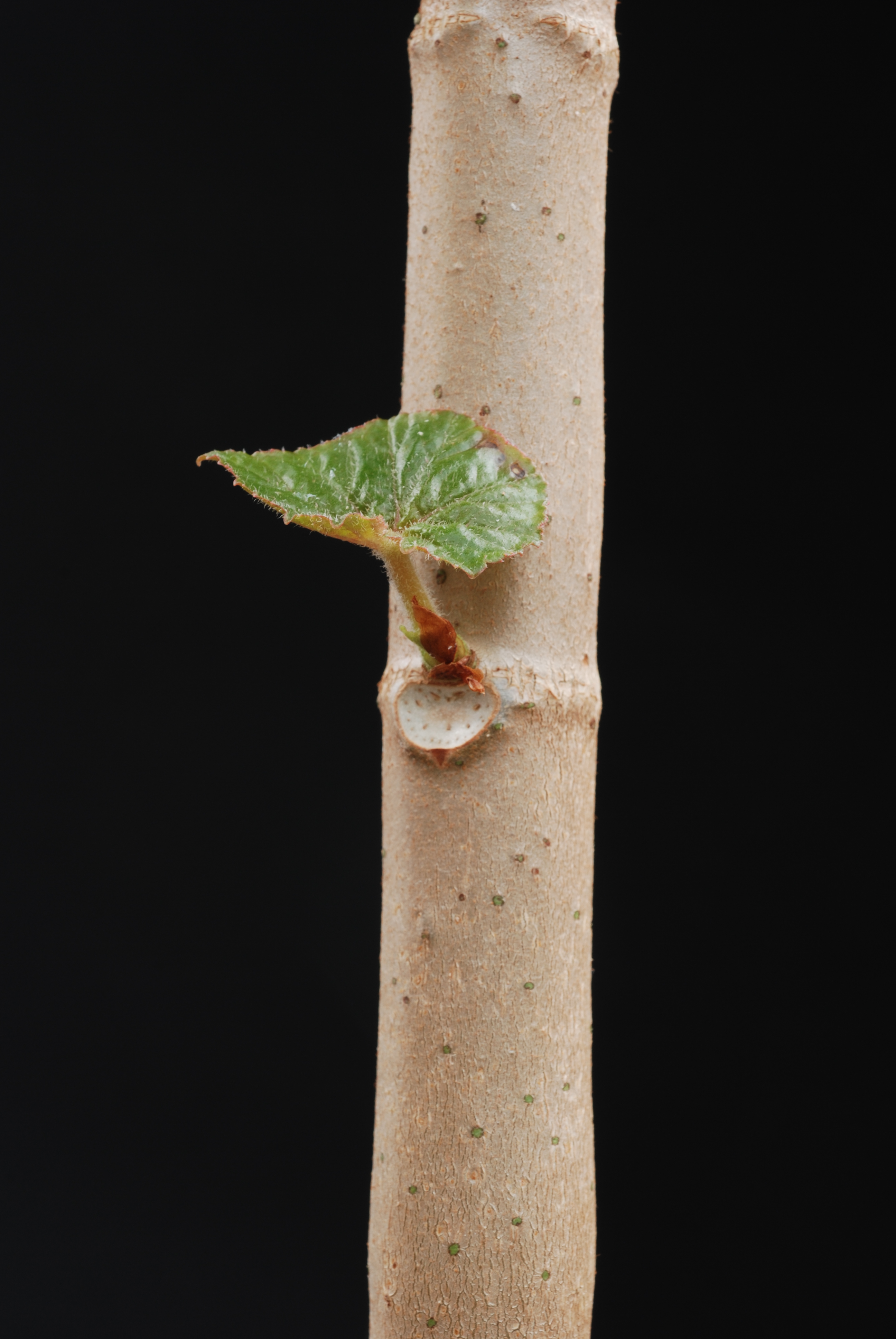
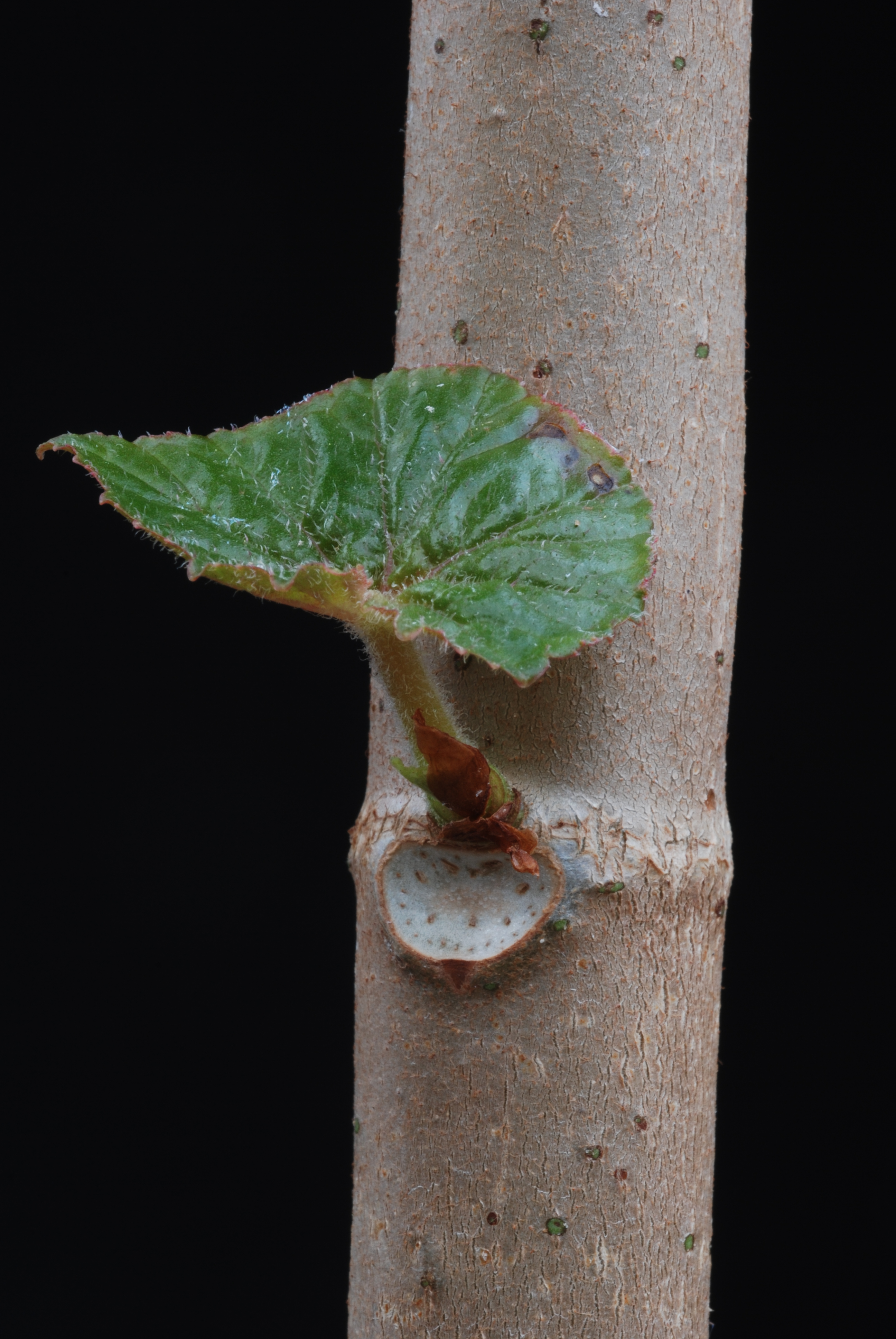
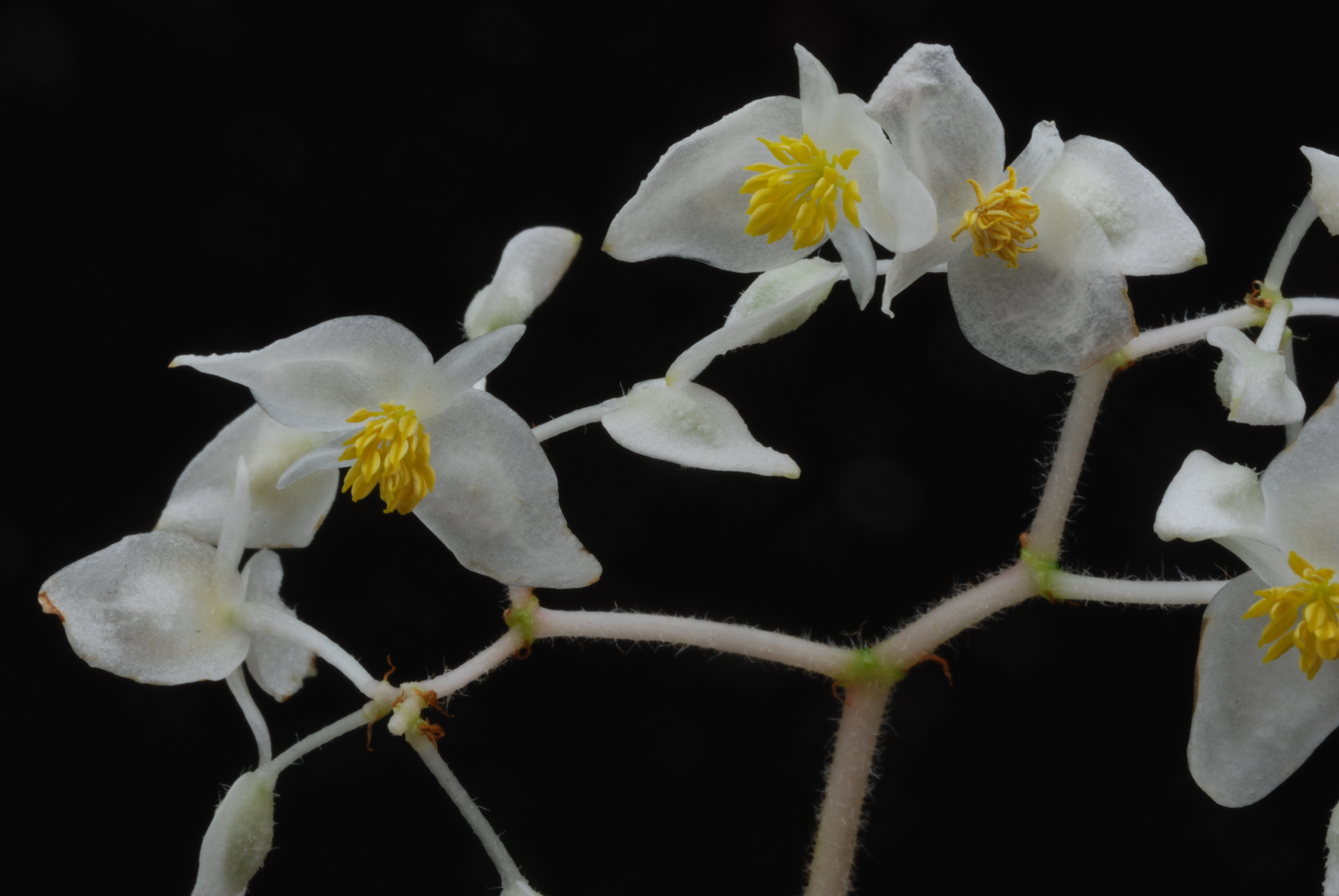